# Capilla del Señor de Zelontla
La Capilla del Señor de Zelontla es una iglesia católica ubicada en la localidad de Mineral del Monte, Hidalgo. En el templo se rinde culto al Señor de Zelontla, también llamado Cristo de los Mineros. Desde 1992 está catalogada como monumento histórico por el Instituto Nacional de Antropología e Historia.

## Historia
Durante el siglo XVI fue edificada la capilla de la Santa Vera Cruz, la cual posteriormente fue demolida durante el siglo XVIII para construir en su lugar la capilla de San Diego, dedicada a Diego de Alcalá. En algún momento de ese siglo la capilla cambió su advocación al Señor de Zelontla, el cual también fue venerado como el Cristo de los Mineros.

## Estructura
La capilla consiste de un edificio construido en mampostería, de una sola nave con techo de bóveda de cañón y piso de mosaico. La iglesia cuenta con una sacristía anexa y un campanario de dos plantas ubicado en el lateral de la capilla. La fachada está dividida en dos cuerpos. El primero corresponde a la entrada, marcada por un arco de medio punto flanqueado por pilastras que soportan un dintel. En el segundo cuerpo se ubica una ventana rectangular colocada sobre el dintel de la puerta y cubierto por otro dintel en su parte superior. La fachada está coronada por una cruz de piedra que carece de elementos decorativos que la acompañen. El atrio está ocupado por una escalinata colocada para superar el desnivel de la calle en que está edificado el templo.

## Señor de Zelontla
El Señor de Zelontla es una imagen religiosa venerada en la Capilla del Señor de Zelontla. Es una representación de Cristo en su advocación del Buen Pastor, aunque la imagen pudo haber representado originalmente su advocación de Varón de dolores. La imagen es presentada con los atributos del Buen Pastor, acompañado de un sombrero de fieltro y una lámpara de carburo, elementos comunes de los mineros del periodo virreinal. Su historia relata que fue traída desde España en algún momento del siglo XVIII, a través del puerto de Tampico con destino a la Ciudad de México. Pero al pasar por Mineral del Monte los transportistas ya no pudieron levantar la imagen debido a que se había vuelto inexplicablemente más pesada. Este hecho fue interpretado como el deseo del Cristo de quedarse en Mineral del Monte, así que la imagen fue colocada en la capilla de San Diego, a la cual se le cambió la advocación. La imagen fue venerada con el nombre del Cristo de los Mineros o Señor de Zelontla. La palabra Zelontla deriva del náhuatl y significa «nuestro compañero».